# Ketapang
Ketapang es un subdistrito en el sur de la regencia de Lampung, Indonesia.

## Localidades en el distrito de Ketapang
- Ketapang
- Legundi
- Bangun Rejo
- Tri Dharma Yoga
- Sri Pendowo
- Karang Sari
- Sumber Nadi
- Pematang Pasir
- Ruguk
- Gunung Taman
- Sumur Induk
- Yogaloka
- Kramat Bakau
- Berundung
- Taman Sari
- Lebung Nala
- Kemukus
- Sidoasih
- Sidoluhur
- Way Sidomukti